# Apple Valley (Minnesota)
Apple Valley ist eine Stadt im Dakota County im US-Bundesstaat Minnesota. Sie liegt etwa 25 Kilometer südlich von Saint Paul. Das U.S. Census Bureau hat bei der Volkszählung 2020 eine Einwohnerzahl von 56.374 ermittelt.

## Geografie
Apple Valley ist im Süden der Metropolregion der Twin Cities gelegen. Nach Angaben des United States Census Bureau beträgt die Fläche der Stadt 45,9 Quadratkilometer, davon sind 1,0 Quadratkilometer Wasserflächen.

## Geschichte
Das Gebiet des heutigen Apple Valley wurde in den 1850er Jahren von europäischen Einwanderern besiedelt. Am 6. April 1858 gründete das Dakota County Board of Commissioners die Union Township. Als 1858 die Kommission erneut zusammentrat und die Gebietsgrenzen neu setzte, wurde die neue Lebanon Township gegründet. Am 11. Mai 1858 fand die erste Gemeindeversammlung statt. 1881 lebten in der Township 252 Einwohner. 
In den 1950er Jahren begann die Entwicklung der Township zur Stadt. Nachdem die Zahl der Einwohner 1960 noch bei 585 gelegen war, wurden neue Baugebiete ausgewiesen und erschlossen. 1968 wurde durch eine Abstimmung die Gründung eines Dorfes mit dem Namen Apple Village beschlossen. Am 1. Januar 1969 nahm der neue Bürgermeister und die vier Gemeinderäte ihre Arbeit auf. 1974 erhielt Apple Valley die Stadtrechte. Apple Valley entwickelte sich als Vorort der Twin Cities zu einem der am schnellsten wachsenden Städte in Minnesota, welches sich erst in den 1990er Jahren aufgrund der knapp werdenden Baugebiete abschwächte.

### Bevölkerungsentwicklung
| 1970  | 1980   | 1990   | 2000   | 2010   | 2020   |
| ----- | ------ | ------ | ------ | ------ | ------ |
| 8.502 | 21.818 | 34.598 | 45.527 | 49.084 | 56.374 |

## Sehenswürdigkeiten
- Der 1978 eröffnete Minnesota Zoo ist ein zoologischer Garten mit rund 2200 Tieren. Auf dem Gelände des Zoos gelegen ist auch ein IMAX-Kino.

## Demografische Daten
Nach der Volkszählung im Jahr 2000 leben in Apple Valley 45.527 Menschen in 16.344 Haushalten und 12.405 Familien. Die Bevölkerungsdichte beträgt 368,2 Einwohner pro km². Ethnisch betrachtet setzt sich die Bevölkerung aus rund 92 Prozent weißer Bevölkerung sowie kleineren Minderheiten zusammen.
In 42,5 % der 16.344 Haushalte leben Kinder unter 18 Jahren, in 63,7 % leben verheiratete Ehepaare, in 9,0 % leben weibliche Singles und 24,1 % sind keine familiären Haushalte. 19,3 % aller Haushalte bestehen ausschließlich aus einer einzelnen Person und in 4,0 % leben Alleinstehende über 65 Jahre.
Auf die gesamte Stadt bezogen setzt sich die Bevölkerung zusammen aus 29,7 % Einwohnern unter 18 Jahren, 7,2 % zwischen 18 und 24 Jahren, 33,1 % zwischen 25 und 44 Jahren, 24,4 % zwischen 45 und 64 Jahren und 5,5 % über 65 Jahren. Der Median beträgt 34 Jahre. Etwa 51 % der Bevölkerung ist weiblich.
Der Median des Einkommens eines Haushaltes beträgt 69.752 USD, der einer Familie 79.335 USD. Das Prokopfeinkommen liegt bei 29.477 USD. Etwa 2,1 % der Bevölkerung und 1,1 % der Familien leben unterhalb der Armutsgrenze.

## Wirtschaft
Die zehn größten Arbeitgeber in Apple Valley waren 2017:
| Arbeitgeber                     | Arbeitnehmer |
| ------------------------------- | ------------ |
| Independent School District 196 | 1.414        |
| Uponor                          | 664          |
| Target                          | 520          |
| Dakota County                   | 384          |
| Walmart                         | 350          |
| Wings Financial Credit Union    | 350          |
| Cub Foods                       | 320          |
| Augustana Health Care Center    | 265          |
| Menard’s                        | 250          |
| Minnesota Zoo                   | 220          |

## Söhne und Töchter der Stadt
- Kristina Koznick (* 1975), Skirennläuferin
- Erik Westrum (* 1979), Eishockeyspieler
- Rebekah Bradford (* 1983), Eisschnellläuferin
- Dan Sexton (* 1987), Eishockeyspieler